# 扉絵

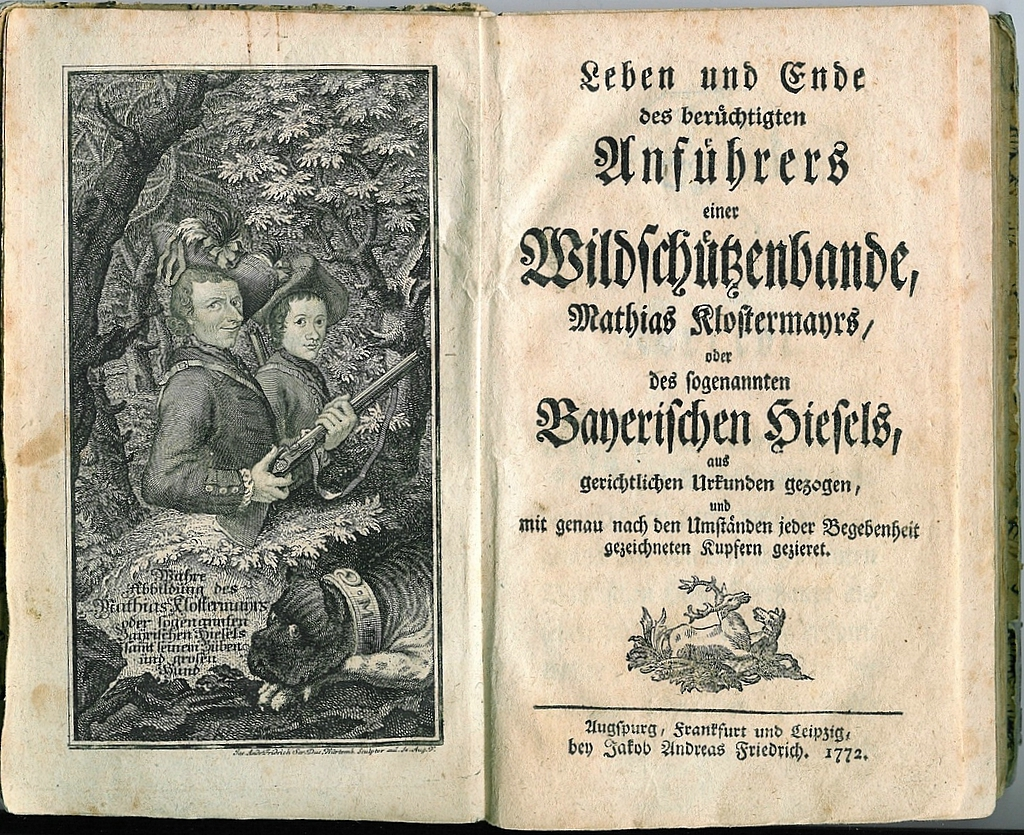
左ページが「扉絵」、右ページが「標題紙（扉）」

扉絵（とびらえ、英語: frontispiece）は、洋書において標題紙と向かい合うページに描かれた絵画である。標題紙と扉は厳密には異なるが、これを同一視する場合、「扉の隣のページに描かれた絵」が扉絵である。

## 和書の扉絵

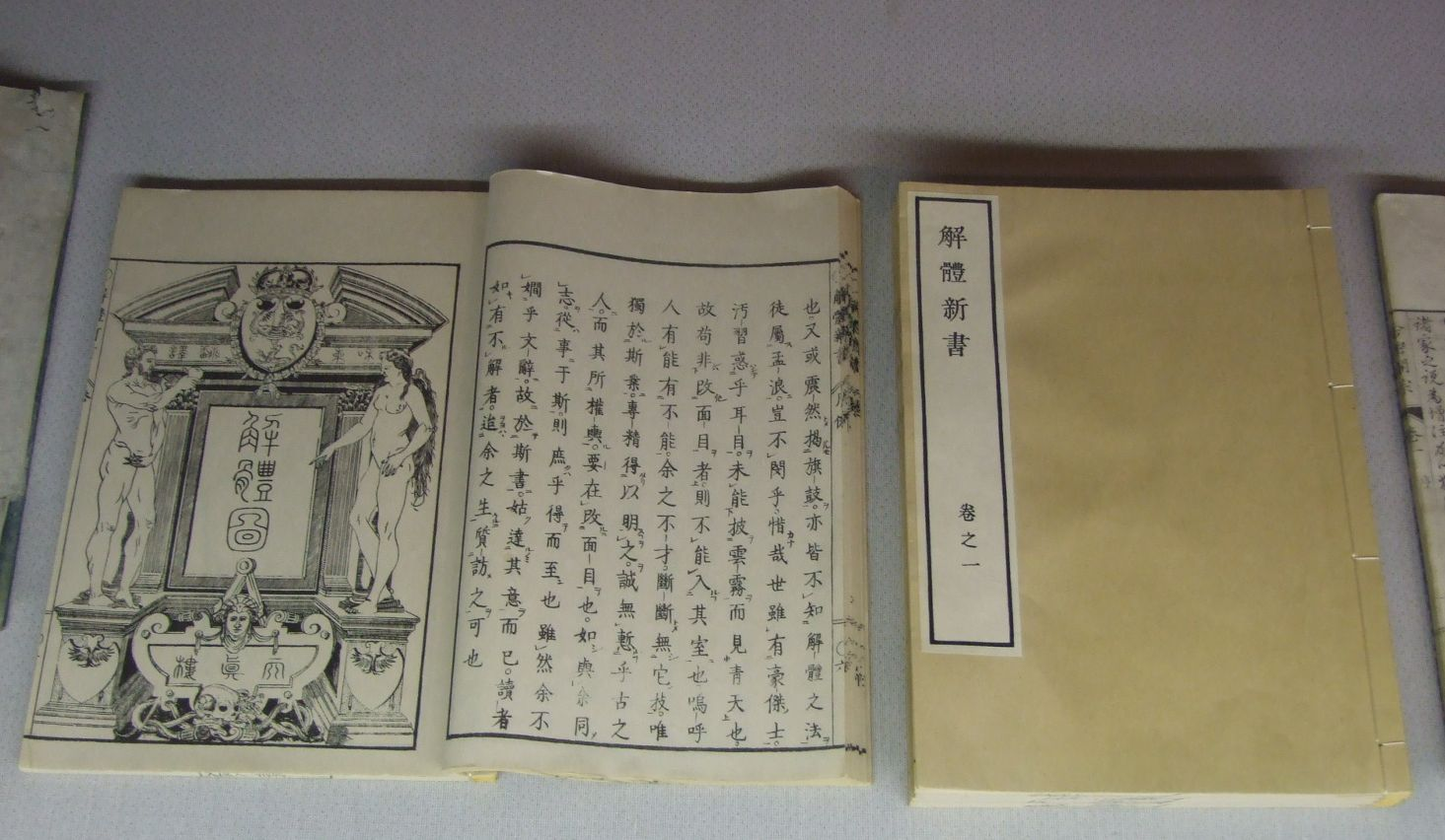
解体新書の扉絵

扉絵は、本の扉に描かれた絵である。1ページを丸ごと割くような形式の挿絵は、扉絵と似たような性格を帯びる。日本では、洋書の形式を模倣して制作された。江戸時代以前の挿絵入り本には結果的に扉絵になった本もあるが形式として確立したものではない。和本の扉絵の中には『源氏物語』の影響を受けているものもある。
扉絵は研究の対象となることがある。例えば、日本において蘭学を切り開いた『解体新書』には小田野直武が描いた右の写真のような扉絵があるが、杉田玄白らが翻訳した『ターヘル・アナトミア』オランダ語版の扉絵とはまったく異なっており、原典となった西洋解剖書が何であるかは謎とされてきた。中原（1993）はスペイン生まれのワルエルダの解剖書の扉絵のうち1579年版の図のコピーに『解体新書』の扉絵のコピーを重ね合わせたところ、アダムは左手の位置を除いてすべてが、イヴは寸分違わず一致することを突き止めた。また樋口・中原（2001）は、日本歯科大学新潟歯学部の「医の博物館」が保有する黄色の表紙（以下、黄版とする）と緑の表紙（以下、緑版とする）の2種類の『解体新書』の扉絵を分析し、より古いと考えられる黄版には、緑版には見られない線があることを発見した。

## 歴史
ACE870年以前にランスで制作されたと思われる装飾写本サン・パオロの聖書には24点の扉絵が掲載されている。印刷本としては、標題紙に建築のファッサード類似の装飾をしたり挿絵をいれたりすることから始まり、16世紀から例が多い。チェコ出身の教育学者・コメニウスは絵入り教科書『世界図絵』を1658年に刊行した。そこに描かれた扉絵には「愉しませながら教える」の文字があり、同書の目的を端的に示している。日本最古の銅版画は1591年に刷られたローマ字本「サントスの御作業の内抜書」の標題紙の中央挿絵であった。
中国の明時代清時代の印刷本の場合、著者の肖像が木版画で巻頭に1頁を使ってついていることがあり、一種の扉絵である。

## 見返し絵
巻子本の写経などの巻頭に描かれた絵。平家納経、中尊寺経など日本では例が多い。
印刷された経典でも例があり、敦煌蔵経洞でスタインが蒐集した唐の時代に相当する866年（咸通9年）の金剛般若経には木版画の絵が付けられていた。

## 漫画
漫画において扉絵とは、他の書籍とは異なり、表紙を指す場合が多い。雑誌連載の漫画には、たいていの場合最初のページに扉絵が付いており、ない場合でも作品の冒頭部分に作品のタイトルなどを大きく書いた「作品広告的」なページを設けている。本編の導入部を先にして2ページ目以降に扉絵を置く場合も多い。この扉絵は作品の入り口にあたるため、作者の力がこもったものが多く、作品本編とは異なった絵画としての魅力があり、ファンによる収集の対象となりうるものである。
例えば、『こちら葛飾区亀有公園前派出所』の作者である秋本治は自著『両さんと歩く下町』の中で扉絵は読者が読んでくれるかどうかを決める重要なものであり、力の入る部分である旨を語っている。また荒木飛呂彦は新人の頃に編集者から、扉絵だけで見たくなる作品を作るよう求められたという。